# Гипекоум
Гипе́коум (лат. Hypécoum) — род цветковых растений. Типовой род трибы Гипекоумовые, или Гипекойные (Hypecoeae), входящей в подсемейство Дымянковые (Fumarioideae) семейства Маковые (Papaveraceae).
Род объединяет однолетние или двулетние травы с собранными в розетку листьями. Отличительный признак рода, из всех маковых характерный только для него, — цветки с двумя осями симметрии. У цветков других маковых имеется либо одна ось симметрии (как у дицентры), либо множество (как у мака).
Гипекоум включает около 20 видов, объединяемых в два подрода. В дикой природе они распространены в средиземноморском регионе и во многих районах Азии. Несколько видов иногда выращиваются в садах как декоративные растения. Гипекоумы содержат различные алкалоиды, они используются в качестве лекарственных растений в медицине некоторых народов Азии.

## Ботаническое описание

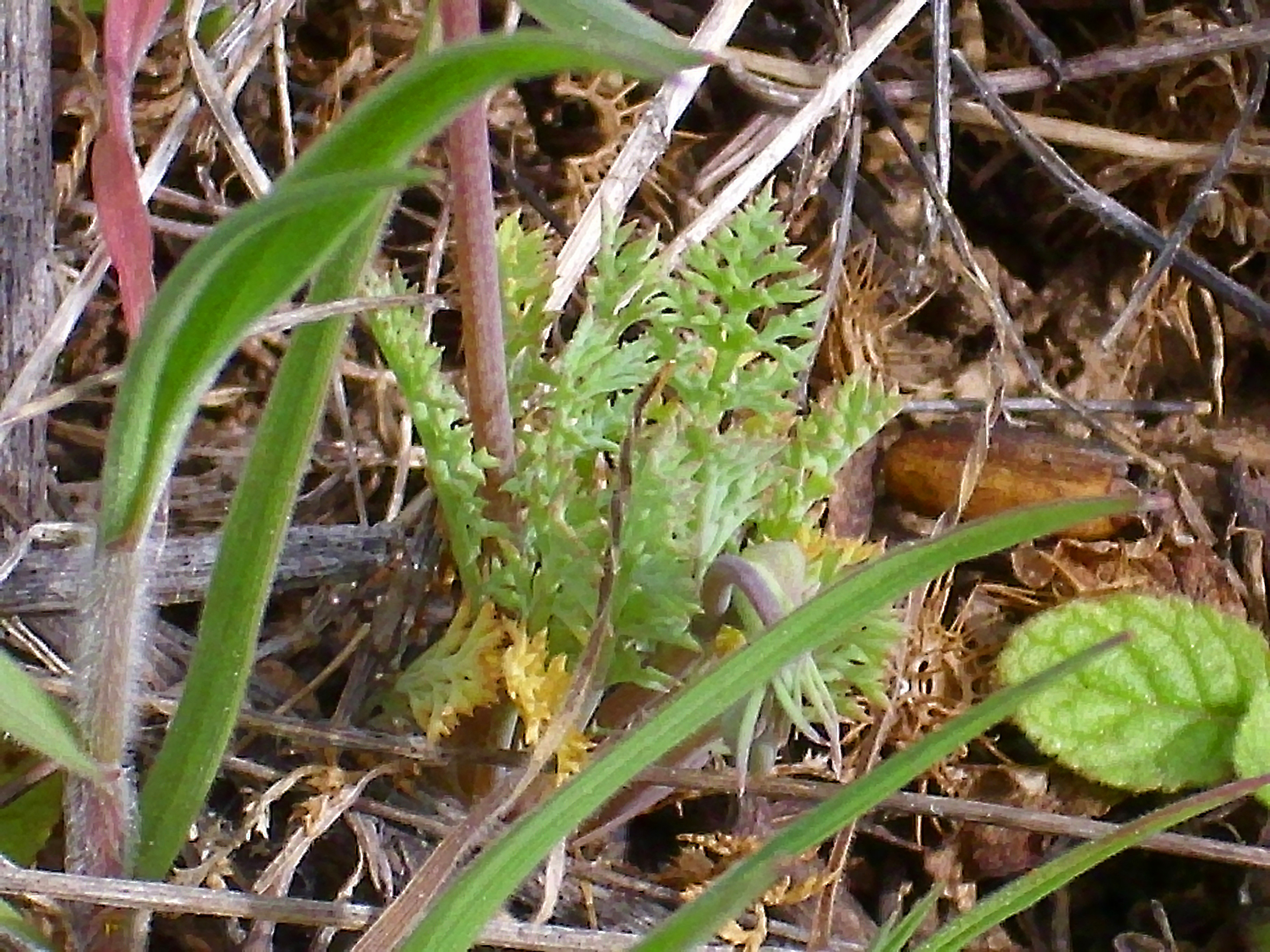
Собранные в розетку листья гипекоума безбородого

Род Гипекоум представлен невысокими однолетними, редко двулетними травянистыми растениями с ярко выраженным стержневым корнем.
Надземные части растения гладкие, обычно покрытые серо-зелёным налётом. Листья многочисленные, собраны в прикорневую розетку. Листовая пластинка — на коротком черешке, в очертании ланцетовидная, иногда расширенная до обратнояйцевидной, глубоко и многократно непарноперисто рассечённая на узкие нитевидные или ланцетовидные заострённые доли. Сок растений красноватого или желтоватого цвета, но не молочно-белый, как у многих других маковых. Некоторые виды рода (включённые в секцию Pendulae) при сушке выделяют сильный запах карри.

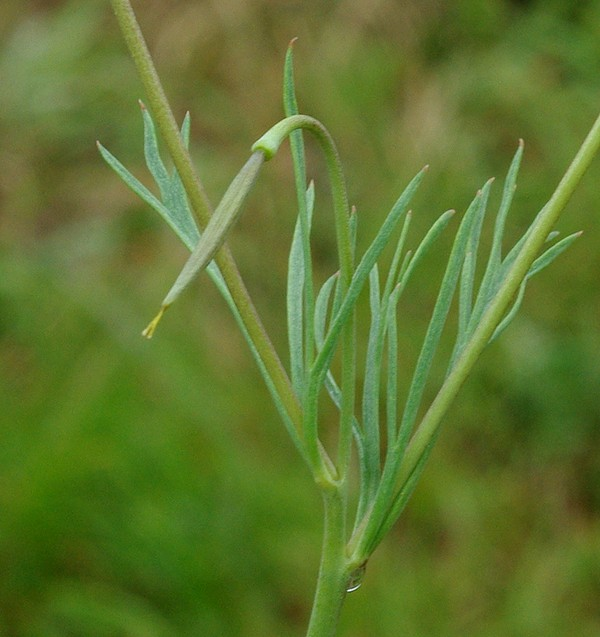
Плод гипекоума вислоплодного — стручок

Цветки дисимметричные (то есть имеют две оси симметрии), собраны в цимозные соцветия на длинном приподнимающемся или почти прямостоячем стебле, с небольшими прицветниками, похожими на листья. Чашечка малозаметная и рано опадающая, с почти плёнчатыми маленькими долями, в очертании яйцевидно-треугольными или яйцевидными. Венчик состоит из 4 лепестков — двух внешних и двух внутренних. Окраска венчика в зависимости от вида может быть жёлтой или белой, иногда в ней присутствует оранжевый, розоватый или синеватый оттенок. Внешние лепестки цельные или неглубоко разделённые на три доли, уплощённые. Два внутренних лепестка, напротив, разделены на три доли очень глубоко. Боковые доли внутренних лепестков прижаты к внешним лепесткам, ровные, а средняя часть узкая, оттопыренная параллельно тычинкам, с бахромчатым или даже пильчато-зубчатым краем, на котором скапливается пыльца, когда он, в недавно раскрывшихся цветках, прижат к пыльникам. Тычинок четыре, они с плёнчатыми, просвечивающими нитями, в основании по бокам с нектарниками. Пыльники двудольные, продолговатые, у двух срединных тычинок с двумя заострёнными возвышениями на верхушке, а у двух боковых тычинок — с одним:317. Пестиков два, каждый с нитевидным столбиком и рыльцем, разделённым на две нитевидные доли, нередко срастающиеся в одну, линейную. Завязь нижняя, цилиндрическая, состоит из двух плодолистиков, одногнёздная, с несколькими семязачатками. Зародышевый мешок в семязачатке нормального типа, то есть имеются три клетки-антипода и две синергиды (вспомогательные клетки, вместе с яйцеклеткой образующие яйцевой аппарат). Антиподы сильно увеличенные, полиплоидные. Формула цветка: {\displaystyle K_{2}\;C_{4}\;A_{4}\;G_{({\overline {2}})}}.

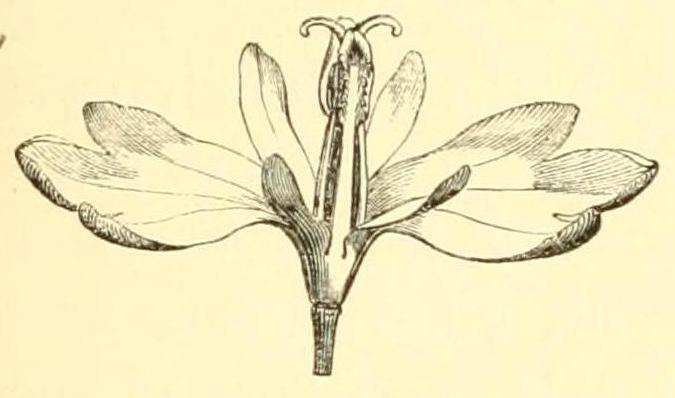
Цветок гипекоума лежачего в разрезе. Ботаническая иллюстрация Эрнеста-Анри Байона из книги Histoire des plantes (том 3, 1872)

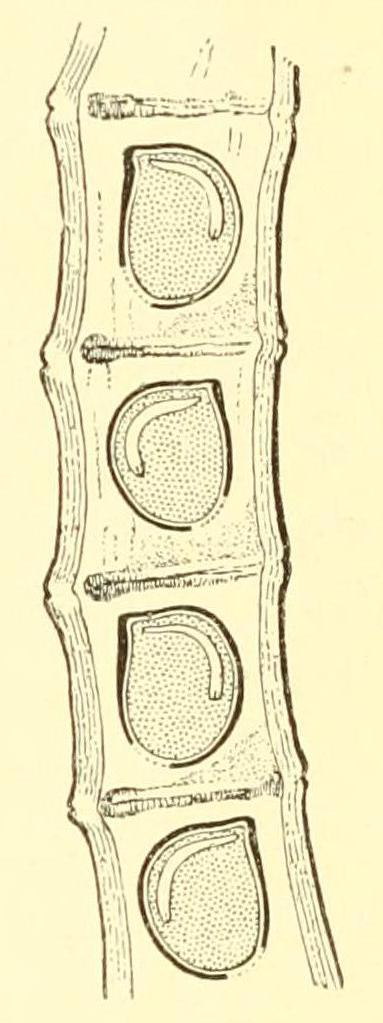
Семена в стручке гипекоума лежачего. Ботаническая иллюстрация Эрнеста-Анри Байона из книги Histoire des plantes (том 3, 1872)

Роль насекомых-опылителей гипекоума выполняют пчёлы и мелкие жуки-малашки. Также имеются виды, у которых возможно самоопыление, — это растения с более мелкими цветками, у которых внешние лепестки цельные. Это гипекоум лежачий и Hypecoum torulosum.
Пыльцевые зёрна с двумя глубокими и широкими ямками (лат. colpi), с покрытой шипами и мелкими отверстиями поверхностью:312—313.
Известны различные числа хромосом среди видов гипекоума: 2n = 16, 32 или 42 (у гипекоума трёхлопастного):317.
Плод — двустворчатый стручок линейной формы. Семена в нём расположены в один ряд, мелкие, плоские, серого или почти чёрного цвета. Их поверхность покрыта защитной оболочкой эпидермиса, не дающей им прорастать. При перезимовывании эта оболочка исчезает, и под ней открывается слой кристалликов оксалата кальция (соли щавелевой кислоты), делающих поверхность семян шершавой:312. При созревании створки стручка раскрываются, или же он разламывается поперёк на множество частей, по одному семени в каждой.
Гипекоумы служат начальным звеном пищевых цепей. В плоды гипекоума бородатого и Hypecoum littorale откладывает яйца, образуя галлы, Aylax hypecoi — перепончатокрылое из семейства Cynipidae. Личинки этого насекомого питаются плодами растений. Гипекоумом мелкоцветковым питается слепняк Omocoris unicolor.
На гипекоуме трёхлопастном произрастает Entyloma hypecoi, грибок из порядка Энтиломовые. Гипекоум вислоплодный — хозяин оомицета Peronospora hypecoi.

## Ареал

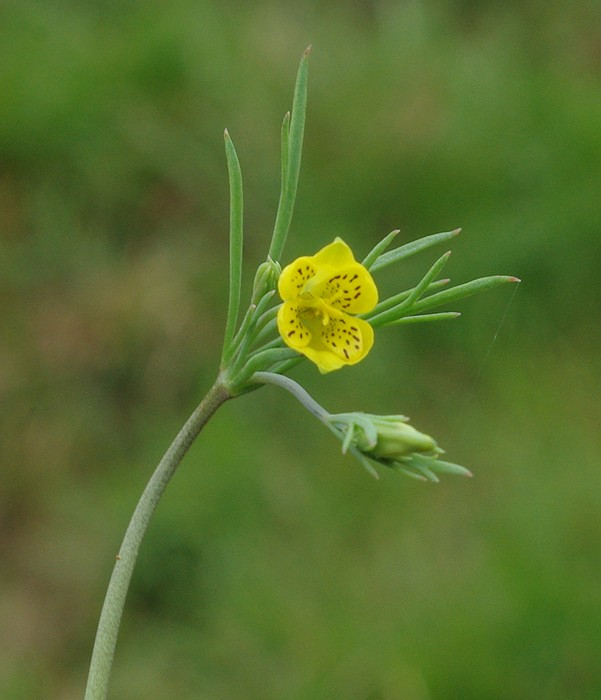
Цветок гипекоума вислоплодного

Гипекоумы распространены только в Старом Свете. Ареал рода простирается от Средиземноморья (Западная и Южная Европа, Северная Африка) на западе до Сибири, Монголии и центрального Китая на востоке. Виды из подрода Hypecoum обычны в Европе и Передней Азии, в то время как представители подрода Chiazospermum тяготеют к Гималаям и Китаю:317.
На территории России известно три вида этого рода — один из подрода Chiazospermum и два из Hypecoum. Гипекоум прямой произрастает на склонах в борах и степях южной части Западной и Восточной Сибири. Гипекоум мелкоцветковый в России встречается в предгорьях Алтая. Гипекоум вислоплодный, произрастающий на глинистых и каменистых склонах и в полупустынях, — единственный вид, известный в Европейской России. Он часто встречается в Дагестане, но распространён также в Причерноморье и в нижнем Поволжье.

## Культивирование
Некоторые гипекоумы весьма декоративны, иногда выращиваются в садах в Европе. Гипекоумы хорошо выращивать вместе с другими невысокими однолетниками. Типовой вид, Гипекоум лежачий, был введён в культуру ещё до 1594 года, однако в ботанических садах выращивался лишь изредка. Гипекоум вислоплодный известен в культуре с 1640 года.
Агротехника
Гипекоумы неприхотливы, хорошо растут как на плодородных, так и на бедных сухих почвах. Легко размножаются семенами, которые можно высевать как весной (в марте — апреле), так и, для более раннего цветения, осенью. При посадке весной у семян следует удалить защитную оболочку эпидермиса, иначе семена прорасти не смогут. В сухую весну семена не всегда прорастают, однако они достаточно хорошо перезимовывают в земле и всходят на следующий год или вовсе через несколько лет.

## Химический состав, применение в медицине
Химический состав растений близок к составу других маковых. Все виды рода содержат жировые масла и психоактивные алкалоиды. Одним из отличий гипекоума от других представителей подсемейства Дымянковые является отсутствие в его составе аминокислоты дельта-ацетилорнитина:313.
Из листьев и корней гипекоумов выделены мупинамид и коптизин. Из гипекоума лежачего выделен прокумбин. Гипекоум прямой используется в качестве жаропонижающего и болеутоляющего, для лечения кашля и детоксикации. Из его корней выделены алкалоиды гипекорин, гипекоринин, гиперектин и N-метилканадин. Из надземных частей растения выделены протопин, криптопин, аллокриптопин, гипекоринин, оксигидрастинин, N-метилканадин и N-метилкоридалин. Все они обладают антибактериальным действием. В состав гипекоума тонкоплодного входят хелеритрин, гипекорин, гипекоумин, лептокарпинин, лептопидин, лептопидинин, лептопин, лептопинин, оксигидрастинин, прокумбин, изокоридин, коридин и сангвинарин. Монгольский вид Hypecoum lactiflorum, кроме вышеназванных протопина, аллокриптопина и N-метилканадина, содержит также N-метилкоридализол и N-метилстилопин.
Несколько видов используются в китайской медицине. Гипекоум тонкоплодный используется при интоксикациях и лихорадке — при приёме его листьев выделяется большое количество пота. Также этот и близкие виды используются в индийской медицине при болях в животе. Гипекоумы прямой и тонкоплодный используются в монгольской и тибетской медицине.

## Таксономия
|  |                                      |  |                                           |                                           |                                        |  | подсемейства Маковые (Papaveroideae) и Птеридофилловые (Pteridophylloideae) |                              |                                |  |  |                         |                                                                  |
|  |                                      |  |                                           |                                           |                                        |  |                                                                             |                              |                                |  |  |                         | около 20 видов, типовой — Гипекоум лежачий (Hypecoum procumbens) |
|  |                                      |  |                                           | семейство Маковые (Papaveraceae)          |                                        |  |                                                                             |                              | триба Гипекоумовые (Hypecoeae) |  |  | род Гипекоум (Hypecoum) |                                                                  |
|  |                                      |  |                                           | семейство Маковые (Papaveraceae)          |                                        |  |                                                                             |                              | триба Гипекоумовые (Hypecoeae) |  |  | род Гипекоум (Hypecoum) |                                                                  |
|  | порядок Лютикоцветные (Ranunculales) |  |                                           |                                           | подсемейство Дымянковые (Fumarioideae) |  |                                                                             |                              |                                |  |  |                         |                                                                  |
|  | порядок Лютикоцветные (Ranunculales) |  |                                           |                                           |                                        |  |                                                                             |                              |                                |  |  |                         |                                                                  |
|  |                                      |  | ещё 6 семейств (согласно Системе APG III) | ещё 6 семейств (согласно Системе APG III) |                                        |  |                                                                             | триба Дымянковые (Fumarieae) | триба Дымянковые (Fumarieae)   |  |  |                         |                                                                  |
|  |                                      |  |                                           | ещё 6 семейств (согласно Системе APG III) |                                        |  |                                                                             |                              | триба Дымянковые (Fumarieae)   |  |  |                         |                                                                  |

### Название рода

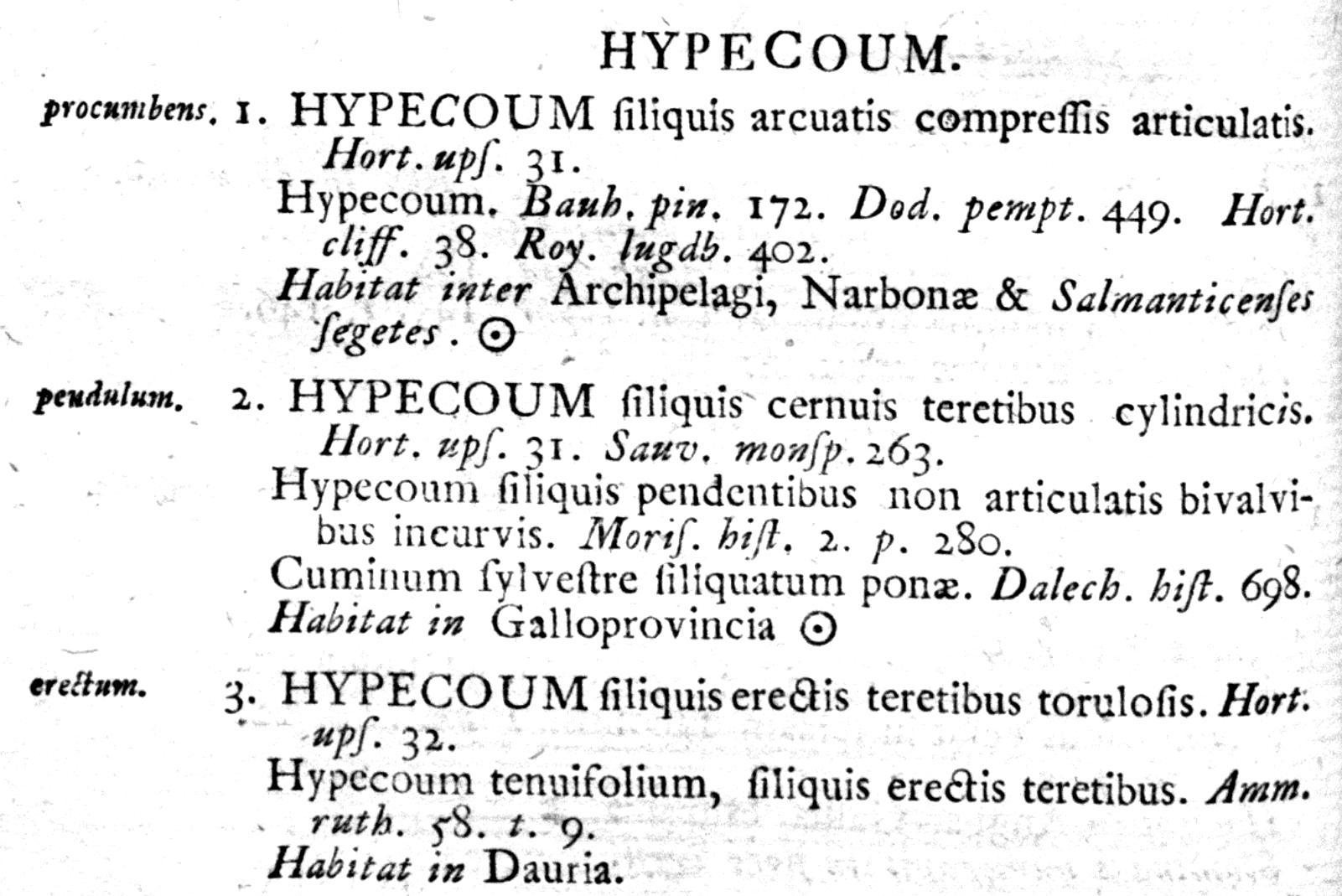
Описание трёх известных Линнею видов рода в Species plantarum

Название Hypecoum было действительно опубликовано в работе Карла Линнея 1753 года Species plantarum, условная дата опубликования которой принята за исходный пункт ботанической номенклатуры. Ранее, в 1737 году, Линней употребил это название в книге Genera plantarum. Там он ссылается на второе издание работы Жозефа Турнефора Institutiones rei herbariae (1719), где это растение называется Hypecoon. Турнефор, в свою очередь, указывает, что в Венском Диоскориде описывается растение с названием ὑπήκοον. Каспар Баугин в Pinax Theatri botanici (1623) также пишет о растении с таким названием в Естественной истории Плиния. По мнению Дж. Паркинсона (1629), именно гипекоум лежачий описывается в Диоскориде. Происхождение этого названия точно не установлено. Согласно основной версии, ὑπήκοον происходит от ὑπηχέω — «даю отголосок, откликаюсь, вторю», что, возможно, относится к звуку, возникающему при тряске зрелых коробочек растений, описанных Диоскоридом под этим названием. Каталонский ботаник Жуан Кадеваль и Диарс, однако, указывает, что с лингвистической точки зрения такая этимология маловероятна. К тому же семена в зрелых плодах гипекоума вовсе не гремят, поскольку стенки плодов изнутри покрыты опушением. Более правдоподобной версией Кадеваль считает происхождение названия от ὑπήκοος — «подданный». Гипекоум лежачий мог быть так назван, так как в местах произрастания он вытесняет все другие травы, делая их своими «подданными».
В работе 1596 года ботаника Джона Джерарда для гипекоума используется английское название horned wild cumin — «рогатый дикий кмин». Обыкновенным диким кмином (англ. common wild cumin) в Англии называют зонтичное растение лагецию кминовидную, которую гипекоум напоминает формой листьев.
До начала XX века указание типового вида к названию считалось необязательным, и в работах Линнея они не были определены. В 1929 году А. С. Хичкок выбрал в качестве типового вида рода название Hypecoum procumbens L.

#### Синонимы
синонимы рода Hypecoum:
- Chiazospermum Bernh., 1833

тип Chiazospermum erectum (L.) Bernh., 1839 — синоним Hypecoum erectum L., 1753
- Mnemosilla Forssk., 1775

тип Mnemosilla aegyptiaca Forssk., 1775 — синоним Hypecoum aegyptiacum (Forssk.) Asch. & Schweinf., 1887
Синонимы трибы Hypecoeeae:
- Hypecoaceae Willk. & Lange, 1880, «Hypecoëae»
- Hypecooideae Prantl, 1889, «Hypecoideae»

### Положение в классификации

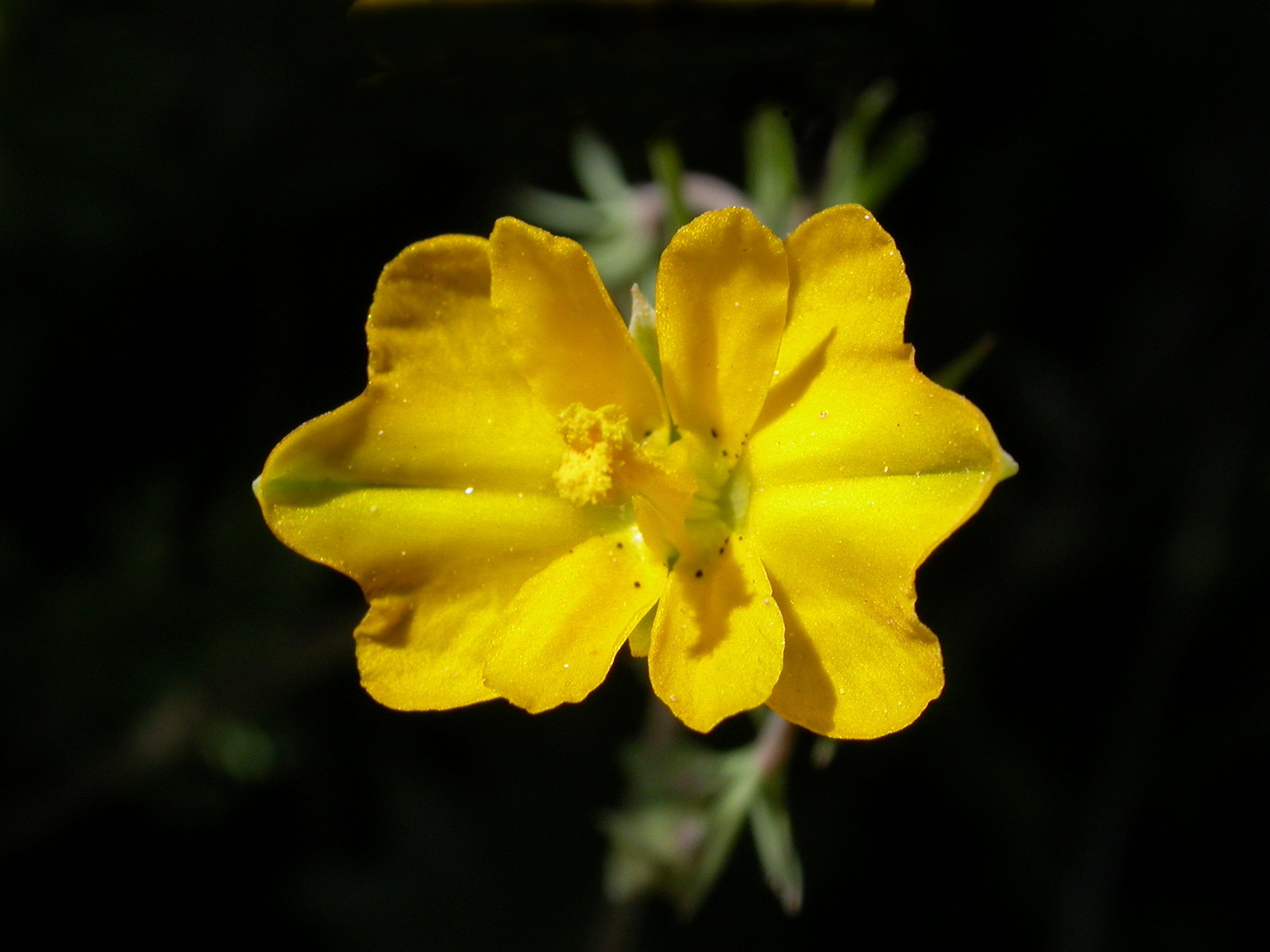
Цветок гипекоума безбородого крупным планом

Карл Линней в Species plantarum отнёс гипекоум к порядку Digynia, объединяющему растения с двумя пестиками, в составе класса Tetrandria, в который он поместил все виды с четырьмя тычинками в цветке. Классификация Линнея являлась искусственной и вскоре была полностью пересмотрена. Гипекоум затем долгое время причислялся то к маковым, то к дымянковым, подчёркивалось его промежуточное положение между этими семействами — его цветки более правильные, чем у большинства дымянковых, но не совсем зигоморфные, как у типичных маковых. Также отмечалось сходство в строении цветка с некоторыми барбарисовыми, а именно эпимедиумом и бонгардией.

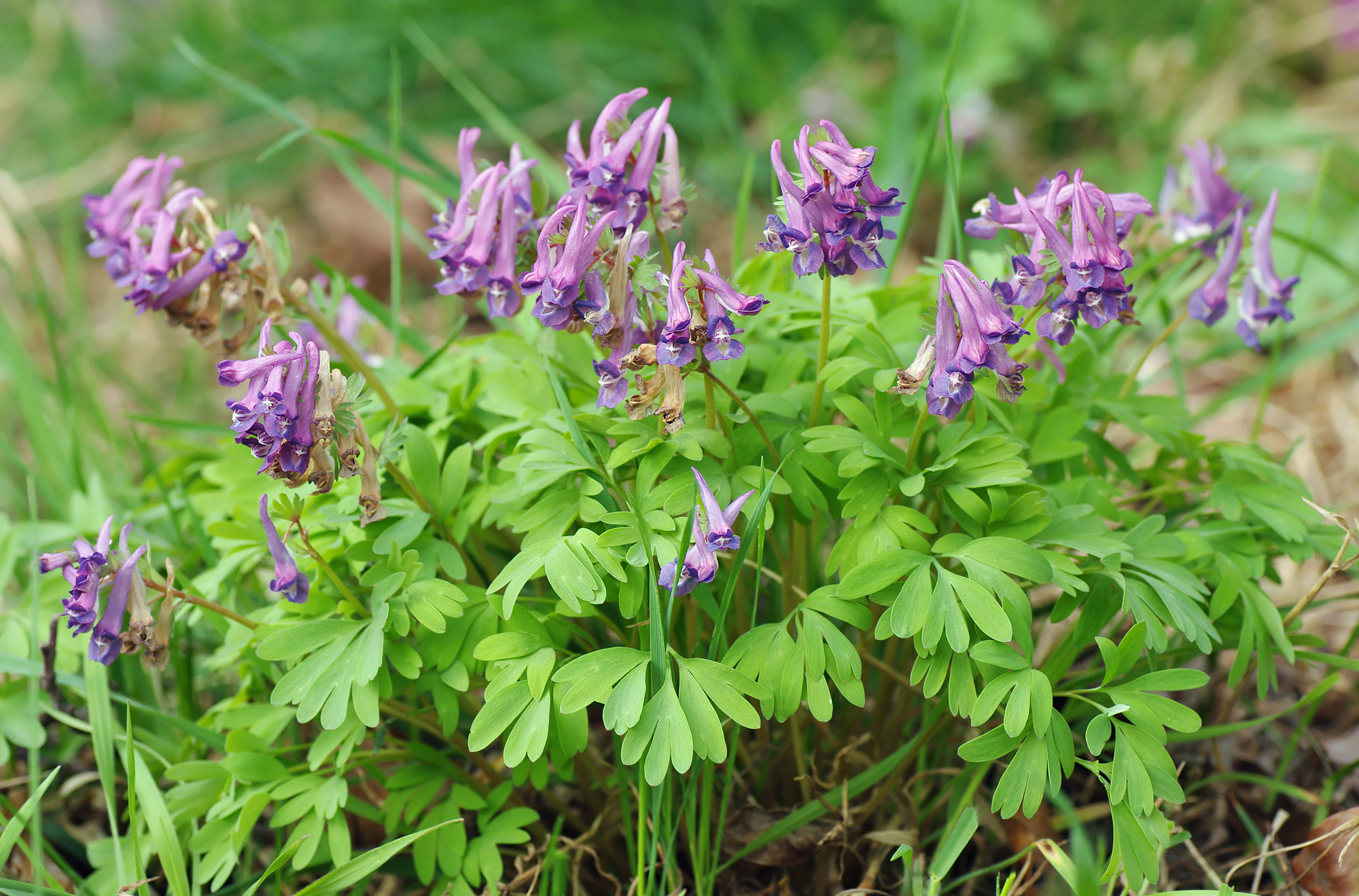
Хохлатка плотная — характерный представитель трибы Дымянковые

В настоящее время род включён в монотипную трибу Hypecoeae в составе подсемейства Дымянковые (Fumarioideae) обширного семейства Маковые (Papaveraceae). Это положение основано на данных морфологических и филогенетических исследований Йоахима Вальтера Кадерайта и соавторов 1994 года. Гипекоум представляет собой сестринский таксон по отношению к трибе Дымянковые (Fumarieae). Эти два таксона, объединяемые в подсемейство Дымянковые, образуют сестринскую группу по отношению к подсемейству Маковые (Papaveroideae). Гипекоум и трибу Дымянковые объединяет ряд признаков: дисимметричные или зигоморфные цветки, ткань колленхима под эпидермисом, кампилотропные семязачатки (то есть располагающиеся параллельно плаценте) и наличие нектарников по бокам тычинок. Подсемейства Маковые и Дымянковые вместе образуют безымянную сестринскую группу для рода Птеридофиллум (Pteridophyllum). Общим признаком этой большой группы является наличие идиобластов и кристаллов оксалата кальция на внутреннем эпидермисе семян. Птеридофиллум иногда включался вторым родом в трибу Hypecoeeae, так как у обоих родов 4 тычинки и слабо развиты чашелистики. Однако между этим растением и гипекоумом существует множество существенных различий. По предположению Кадерайта, а также С. Хут и П. Крейна, птеридофиллум является базальным представителем семейства Маковые. Этот монотипный род выделен в подсемейство Pteridophylloideae.

### Внутриродовые таксоны
Одной из первых внутриродовых классификаций гипекоума является система Михаила Григорьевича Попова, опубликованная в книге Флора СССР в 1937 году. Однако названия предложенных им таксонов не являются действительными, так как Попов не давал им необходимого описания на латинском языке. По классификации Ослёг Даль 1990 года, представляющей собой изменённую систему Попова, род Гипекоум делится на два подрода — Chiazospermum и собственно Hypecoum (Euhypecoum у Попова). Виды из первого подрода произрастают на Дальнем Востоке, у них центральная доля внутренних лепестков цветка с зубчатым краем. Второй подрод распространён в Передней Азии и в Средиземноморье, край центральной доли лепестка у его представителей бахромчатый. Попов же выделял подроды не по строению цветка, а по способу высвобождения семян — в первом подроде стручки раскрываются створками, а во втором — разламываются. Chiazospermum делится на две секции — Leptocarpae (у Попова включённую в другой подрод) и Chiazospermum. Типовой вид этого подрода — Гипекоум прямой. Подрод Hypecoum делится на секции Hypecoum (у Попова — ряд Procumbentia), Mnemosilla и Pendulae (ряд Pendula).
Род Гипекоум был единственный раз монографически обработан Фридрихом Федде в 1909 году, Федде описал 15 видов рода. В дальнейшем род лишь включался в региональные монографии, только в 1989 году О. Даль провела полную монографическую обработку секции Hypecoum.
Видовой состав рода
- Hypecoum aegyptiacum (Forssk.) Asch. & Schweinf. — типовой вид секции Mnemosilla, описан из окрестностей Александрии в Египте.
- Hypecoum aequilobum Viv. также входит в секцию Mnemosilla. Описан из Киренаики.
- Hypecoum alpinum Z.X.An из Китая входит в секцию Leptocarpae, очень близок к H. leptocarpum, от которого отличается меньшими размерами. Типовые экземпляры утеряны.
- Hypecoum angustilobum Å.E.Dahl описан из Армении, вид секции Hypecoum.
- Hypecoum chinense Franch. — впервые обнаруженный в окрестностях Пекина вид секции Leptocarpae.
- Hypecoum dimidiatum Delile описан из Египта, произрастает в Северной Африке и на Ближнем Востоке. Входит в секцию Hypecoum.
- Hypecoum duriaei Pomel из секции Hypecoum близок к H. procumbens. Описан из Алжира. Существует несколько синтипов.
- Hypecoum erectum L. — Гипекоум прямой — тип подрода и секции Chiazospermum. Привезён Линнею из Сибири, где очень широко распространён.
- Hypecoum ferrugineomaculatum Z.X.An включён в секцию Pendulae. Возможно, синоним H. pendulum, от которого должен отличаться буроватыми пятнышками на венчике, которые, однако, присутствуют и у типичного H. pendulum. Типовые образцы, вероятно, утеряны.

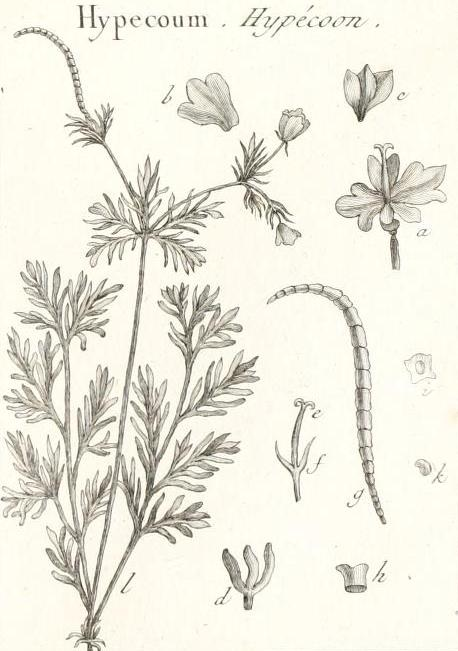
Иллюстрация гипекоума из книги Ж.-Б. Ламарка 1823 года

- Hypecoum imberbe Sm. — Гипекоум безбородый впервые обнаружен в Греции. Распространён в средиземноморском регионе, в частности, в Италии, Испании и Франции. Включён в подрод Hypecoum, иногда объединяется с H. procumbens.
- Hypecoum lactiflorum (Kar. & Kir.) Pazii представляет секцию Chiazospermum. Отличается от H. erectum только белой, а не жёлтой окраской венчика. Известен из Казахстана и Монголии.
- Hypecoum leptocarpum Hook.f. & Thomson — Гипекоум тонкоплодный — тип секции Leptocarpae. Описан из Гималаев, произрастает в горных районах Южной Сибири, Монголии и Тибета. Растения этого вида иногда бывают не однолетними, а двулетними.
- Hypecoum littorale Wulfen описан из Северной Африки. В системе О. Даль включён в секцию Mnemosilla.
- Hypecoum parviflorum Kar. & Kir. — Гипекоум мелкоцветковый из секции Pendulae. Описан из Казахстана, широко распространён по всей Средней Азии. Иногда объединяется с H. pendulum.
- Hypecoum pendulum L. — Гипекоум вислоплодный — типовой вид секции Pendulae. Впервые описан из Франции. Близок к H. parviflorum, от которого отличается цельными внешними лепестками.
- Hypecoum procumbens L. typus[1] — Гипекоум лежачий — типовой вид рода и секции Hypecoum. Широко распространён в Средиземноморье и на Кавказе.
- Hypecoum pseudograndiflorum Petrovič представляет секцию Hypecoum. Описан, предположительно, из окрестностей города Ниш в Сербии.
- Hypecoum torulosum Å.E.Dahl также входит в Hypecoum. Описан с греческого острова Миконос.
- Hypecoum trilobum Trautv. — Гипекоум трёхлопастный входит в секцию Pendulae. Впервые обнаружен в горном Туркменистане. Также произрастает в Иране и других районах Средней Азии.
- Hypecoum trullatum Å.E.Dahl пока обнаружен только в Турции. Вид секции Hypecoum одноимённого подрода.
- Hypecoum zhukanum Lidén — малоизученный вид секции Leptocarpae. Высокогорное растение, эндемик восточного Тибета.